# Faulbach (Rhein)
Der Faulbach ist ein Bachabschnitt in Köln nach dem Zusammenfluss von Flehbach und Bruchbach an der Anschlussstelle der BAB 4 in der Nähe des Straßenbahn-Betriebshofs der Kölner Verkehrsbetriebe in Köln-Merheim.

## Namensgebung
Der Faulbach verdankt seinen Namen der trägen oder langsamen und damit „faulen“ Fließgeschwindigkeit des Wassers. Eine andere Erklärung besagt, dass sein Wasser eine brackige oder bruchige und damit „faule“ Qualität habe.

## Geschichte
Früher speiste der Faulbach das ehemals fischreiche Merheimer Bruch, das heute ausgetrocknet ist, weil man dem Bach wegen seiner vielen Verheerungen bei Hochwasser ein tieferes Bett grub. Dadurch leitete man ihn in Köln-Holweide am so genannten Erk in der Nähe des Gutes Schlagbaum unter der Strunde her und führte ihn teilweise verrohrt nördlich der Mülheimer Brücke in den Rhein. Der Höhenunterschied am Kreuzungspunkt mit der Strunde beträgt 1–2 Meter.

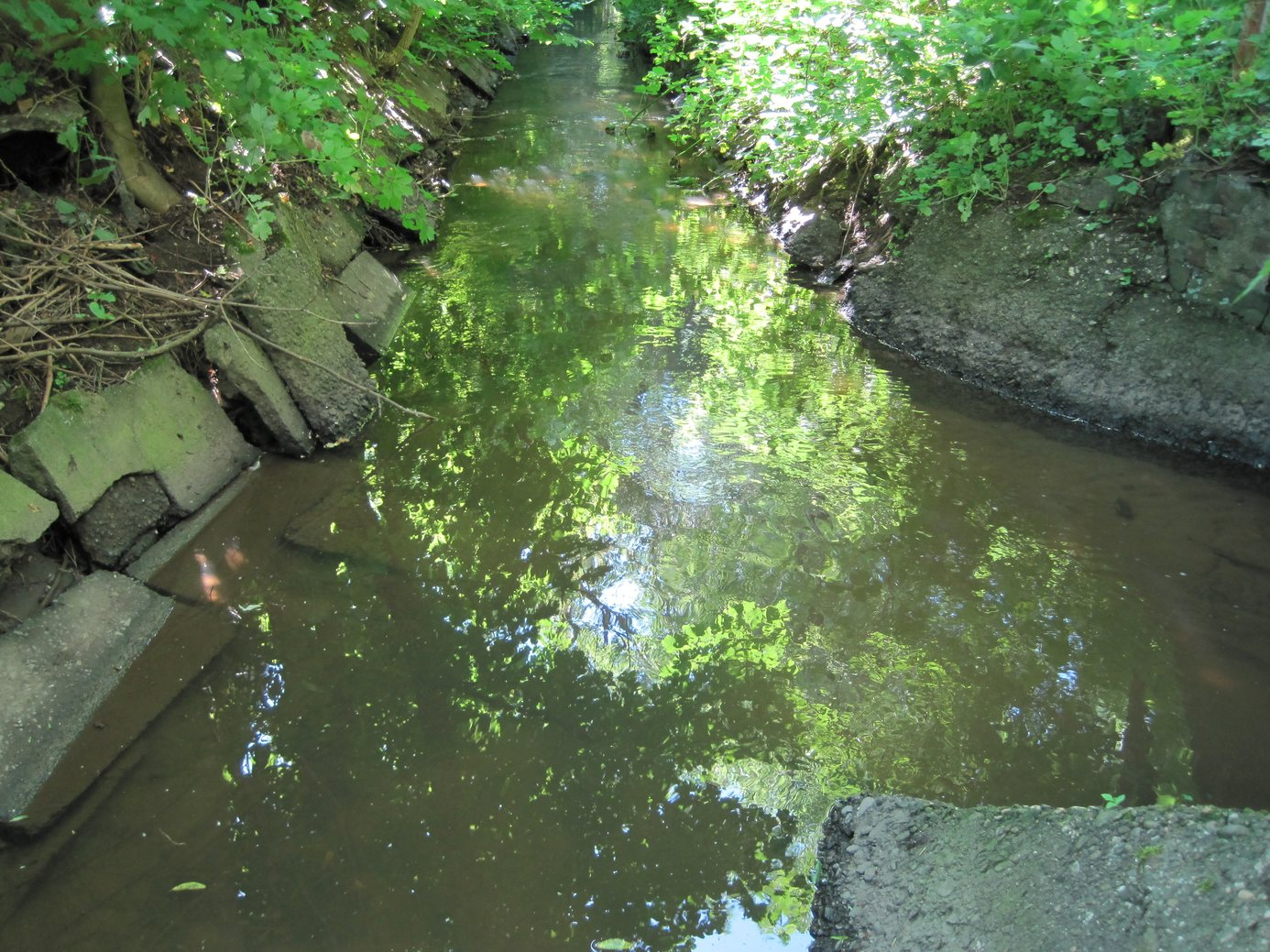
Zusammenfluss von Flehbach (vorne) und Bruchbach (rechts). Im weiteren Verlauf heißt der Bach Faulbach
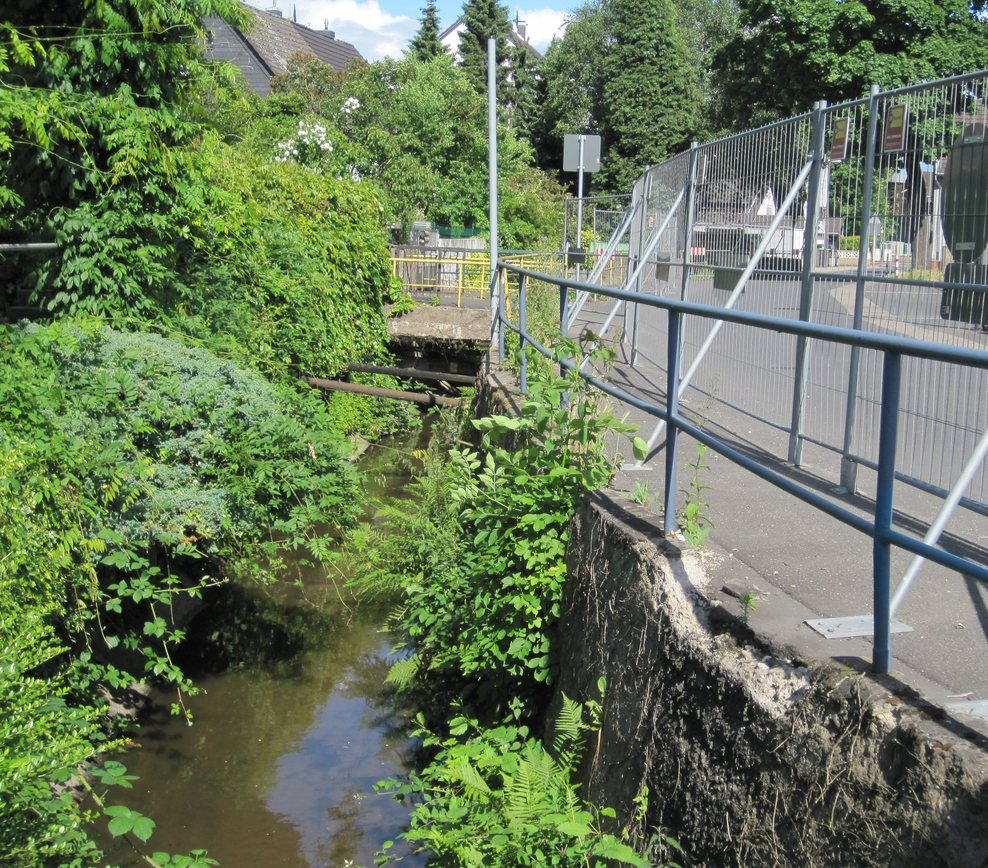
Der tief eingeschnittene Faulbach besitzt nur noch ein geringes Gefälle zum Rhein hin.